# Josh Ryan Evans
Josh Ryan Evans (Hayward, 10 gennaio 1982 – San Diego, 5 agosto 2002) è stato un attore statunitense, famoso soprattutto per il ruolo di Timmy nella soap opera Passions.
Anche se aveva 17 anni quando debuttò in Passions, Josh aveva l'aspetto e la voce di un bambino piccolo a causa dell'acondroplasia, una forma di nanismo.
Morì nel 2002, a soli 20 anni, per complicazioni in seguito ad un intervento al cuore.

## Filmografia

### Film
- P.T. Barnum - film TV (1999)
- Il Grinch (How the Grinch Stole Christmas), regia di Ron Howard (2000)

### Serie televisive
- Otto sotto un tetto - serie TV, 2 episodi (1996-97)
- Ally McBeal - serie TV, 2 episodi (1998)
- Poltergeist: The Legacy - serie TV, 1 episodio (1999) - voce
- Settimo cielo - serie TV, 1 episodio (1999)
- Passions - serie TV (1999-2002)

### Stuntman
- Un genio in pannolino (1999)